# Giovanni Serafino Volta
Giovanni Serafino Volta (1764 – 1842) foi um naturalista, paleontólogo e sacerdote italiano, conhecido por seus estudos sobre peixes fósseis do Monte Bolca.
Volta foi um abade e teólogo. Foi canônico da Basílica de Sant'Andrea em Mântua e curador do Departamento de História Natural da Universidade de Pavia.
Escreveu Ittiolitologia Veronese del Museo Bozziano ora annesso a quello del Conte Giovambattista Gazola e di altri gabinetti di fossili Veronesi con la versione Latina, publicado em Verona entre 1796 e 1809. Ilustrado com 76 placas, é o primeiro tratado sobre ictiologia fóssil na Itália, descrevendo 123 espécies de peixes fósseis no Monte Bolca.
Com Louis Agassiz escreveu Revue critique des poissons fossiles figurés dans l'Ittiolitologia veronesé (Neuchatel, 1835).
Outras de suas conhecidas obras incluem:
- Elementi di Mineralogia Analitica e Sistematica   Manimi, 1787
- Prospetto Del Museo Bellisomiano, classificato e compendiosamente descritto (1787).
- Giovanni Serafino Volta (1828). Descrizione del Lago di Garda e de' suoi contorni con osservazioni di storia naturale e di belle arti (em italiano). Mantova: Tipografia Virgiliana di L. Caranenti
- Chemisch-mineralischer Versuch über die Bäder und Gebürge von Baaden
- Saggio analitico sulle acque minerali di S. Colombano
- Dei Pesci fossili del Veronese, lettera indirizzata al signor abate don Domenico Testa
- Osservazioni di storia naturale sul viaggio da Fiorenzola a Velleja
- Transunto di osservazioni sopra il lago di Garda ed i suoi contorni
- Osservazioni botanico-zoologiche e agrarie sul Riso sativo e lo Scarabeo fruticola
- Lettera sopra alcune sperienze riguardanti il sessualismo dei vegetabili del Sig Canonico Don Giovanni Serafino Volta al Sig Luigi Brugnatelli Biblioteca Fisica d'Europa, Vol. 7